# Hervé Garel
Hervé Garel, né le 15 juillet 1967 à Rennes,, est un coureur cycliste français, professionnel de 1992 à 1996.

## Palmarès
- 1989
  - 3e du Grand Prix de Saint-Georges-sur-Loire
- 1990
  -  Champion de France du contre-la-montre par équipes
  - Tour d'Émeraude
  - Ronde de l'Écureuil
  - 2e du Grand Prix Michel-Lair
  - 3e du Grand Prix de la Tomate
  - 3e de Jard-Les Herbiers
  - 4e du championnat du monde du contre-la-montre par équipes
- 1991
  -  Champion de France du contre-la-montre par équipes
  - Wolber d'or
  - Paris-Épernay
  - Créteil-Reims
  - Tour d'Eure-et-Loir
  - 4e étape du Circuit berrichon (contre-la-montre)
  - 5e étape du Ruban granitier breton
  - 3e et 4e étapes du Tour d'Autriche
  - Grand Prix des Nations amateurs
  - Grand Prix de France
  - 3e du Chrono des Herbiers
  - 6e du championnat du monde du contre-la-montre par équipes
- 1992
  - Tour de l'Avenir :
    - Classement général
    - 4e étape

## Résultats sur les grands tours

### Tour d'Italie
1 participation
- 1993 : abandon à la suite d'une grave chute (12e étape)